# Cinema da Espanha
O cinema espanhol tem algumas figuras de alto nível ao longo da história. Destacam-se Luis Buñuel e Pedro Almodóvar, mas devem citar-se muitos outros nomes como Segundo de Chomón, Florián Rey, Juan Antonio Bardem, Luis García Berlanga, Carlos Saura, Jesús Franco, Antonio Isasi-Isasmendi, Mario Camus, José Luis Garci, ou Alejandro Amenábar.
Figuras como o diretor artístico Gil Parrondo, vencedor de dois Óscares, o diretor de fotografia Néstor Almendros (que desenvolveu toda a sua carreira fora de Espanha), ou atores como Fernando Rey, Francisco Rabal, Fernando Fernán Gómez, Antonio Banderas, Sergi López,  Javier Bardem e  Martiño Rivas e  atrizes como Sara Montiel, Ángela Molina, Victoria Abril, Carmen Maura, Maribel Verdú, Úrsula Corberó e sobretudo, Penélope Cruz obtiveram fama, principalmente pelos trabalhos realizados fora de Espanha.
Atualmente, a percentagem de bilheteiras que corresponde ao cinema nacional em Espanha vem-se situando ao longo dos últimos anos entre 10 e 20%, o que se vem traduzindo numa sensação de crise cinematográfica que se arrasta desde a última época.

## Origens / Surgimento
A cinematografia, inventada pelos irmãos Auguste e Louis Lumière nasce em Paris em dezembro de 1895. O facto de França e Espanha dividirem fronteiras contribuiu largamente para as primeiras aparições cinematográficas espanholas, por volta de 1897.

### Divisão cronológica com os principais marcos

#### (1897-1958)
A indústria de cinema espanhola pouco se fez notar até à primeira década do século XX. Após este período, quando a estrutura industrial já abrangia metrópoles como Barcelona, Valência e Madrid, os responsáveis pela emersão do cinema espanhol potenciaram os gêneros ligados às tradições populares como o teatro, a literatura, as formas plásticas (como a caricatura), e uniram-nos com os gêneros e formas cinematográficas que chegavam do estrangeiro, obtendo assim resultados surpreendentes. 
Nos anos seguintes, o assentamento da cinematografia espanhola não foi de todo fácil, nem como arte, nem como indústria, nem tão pouco como espetáculo popular. Dois grandes momentos marcaram o desenrolar da história do cinema de Espanha ao longo deste primeiro e longo período. Em primeiro lugar, surge nos anos vinte, desde Hollywood, a nova modalidade de cinema sonoro, que a indústria espanhola não foi capaz de
acompanhar devido à escassez de recursos econômicos e tecnológicos. Como resultado, ao longo de três extensos anos não foram criados nem editados
quaisquer títulos cinematográficos. Em segundo lugar, a guerra civil promoveu um ativismo cinematográfico de propaganda, que será o modelo praticado mais tarde durante a Segunda Guerra Mundial.
Os anos quarenta simbolizam a recuperação do cinema ferido, através das mentes criativas de cineastas, do brilhante período final
dos anos republicanos. É aqui que o cinema vai começar a assentar e uma nova geração de realizadores surge. É na década de cinquenta que o cinema atinge o seu esplendor, com a perfeita união das tradições e do cinema moderno, nascendo assim, o principal momento da sétima arte espanhola.

#### (1959-1971)
Pode dizer-se que a modernidade chegou ao cinema espanhol em agosto de 1962 ao comando de José Maria Garcia Escudero, da direção geral de cinematografia. Esta etapa estendeu-se até 1973, momento em que o Franquismo entra em clara decadência. No entanto, esta foi uma etapa que se desvendou pouco realista, devido ao regime ditatorial. Dois grandes exemplos de produções cinematográficas desta época são canciones para después de una guerra(Basilio Martín Patino) e Umbracle (Pere Portabella). A primeira película sofre as fortes censuras do regime e não poderá chegar às salas espanholas até à morte do ditador, assim como o segundo cruza a linha de transgressão daquilo que é entendido por legal e ilegal. Toda
esta opressão vai criar o caminho do cinema clandestino nascendo então uma nova época. Os cineastas que seguiram a via da clandestinidade não foram muitos, mas no entanto o importante não seria a quantidade mas sim a simples abertura a essa via que será tomada por figuras importantes como Pere Portabella e Basilio Martín Patino, marcando-se assim uma total reconfiguração do mapa do cinema espanhol.

#### (1972-1991)
Se a nível internacional os anos 1960 marcam o auge da modernidade cinematográfica, em Espanha, devido a toda a agitação política, social e cultural a modernidade tardará a chegar ao território espanhol. O sistema político-cultural cinematográfico adapta-se aos modelos estéticos e referências europeias por forma a encontrar uma saída valida e de modo a exibir películas perante a inquieta sociedade espanhola da Transição.
O panorama acabará por mudar com a estabilização da democracia nos anos oitenta acompanhada de uma crescente industrialização cinematográfica em termos legais, industriais e sociais. Tudo o que até então, durante o Franquismo, acabava marginalizado ou diretamente proibido acaba por
perder toda a razão até por fim desaparecer. A tudo isto pode-se denominar a época do neoclassicismo que procura um cinema espanhol de qualidade.
O aparecimento da televisão como mecanismo de reprodução de películas e a troca de sistema de ajudas vai fazer com que desapareçam os subgêneros cinematográficos caminhando assim no cinema para um mais elevado nível de profissionalização.

#### (1992-atualidade)
Passado o ano de 1990, começam a acontecer várias mudanças a nível global que vão globalizando e alterando a sociedade até aos dias de hoje. Os galopantes processos de globalização têm também influência no cinema espanhol, uma vez que, este se começa a internacionalizar chegando um pouco a todos os cantos do globo, mas sobretudo à restante Europa e ao Continente Americano.
Embora houvesse já uma longa tradição cinematográfica em Espanha, as condições para esta ter lugar no panorama internacional não surgem do nada. Elas são fruto de várias medidas tomadas pelo Governo Espanhol para salvaguardar a sua indústria de cinema das gigantes multinacionais provenientes de países como os Estados Unidos. Este tipo de política assemelha-se um pouco com o que aconteceu com outros países como a França por exemplo. Uma das mais importantes medidas é a Lei 17/1994 de 8 de Junho. Esta lei incorporava medidas como apoios de 15% ou um terço do custo para filmes de custo superior a 18 000€. Estes apoios destinavam-se sobretudo a novos realizadores, cujo critério de seleção era terem menos de três longas-metragens. Estas medidas dão origem a um tremendo impacto, sendo que, passa a haver um filme comunitário por cada três estrangeiros.
Devido a pressão exercida pesa FAPAE, liderada por Gerardo Herrero, foi aprovado na Câmara dos Deputados em 1999 um projeto de lei que visava o investimento, por parte das cadeias televisivas, de 5% dos seus lucros para a produção longas-metragens e filmes televisivos. Esta medida permite a sobrevivência de vários profissionais que se encontravam em risco devido à crise do setor. Esta crise acontecia em grande parte devido à digitalização começava a tornar o acesso aos filmes cada vez mais fácil devido a meios como o DVD, VHS ou a internet por exemplo.
Estes meios são os mesmos que têm vindo a diminuir a afluência às salas de cinema nos últimos anos. Esta afluência tinha aumentado anteriormente com o
desaparecimento de pequenos teatros e grandes salas de cinema, em prol de salas mais acessíveis e em maior número.
A aposta no campo cinematográfico durante a década de 1990 gera frutos propiciando a abertura de instituições e cursos de ensino da área dando origem a
mão-de-obra mais especializada.
O fim do período ditatorial é no entanto, o fator que mais relevância tem no que diz respeito às temáticas abordadas pelas obras de cinema desta época. Toda a temática referente à ditadura passa a poder ser abordada de um ponto de vista mais diferenciado, não carecendo de tomadas de posição. Isto acontece porque muitos dos novos cineastas haviam já crescido num período de democracia normal, à parte de filiações ideológicas e tornavam-se então livres para abordar os temas passados mas também muitos outros como é típico do ambiente pós-modernista, deixando de parte as metanarrativas para abarcar toda uma multiplicidade de vozes e ideias.

### Principais temáticas
Numa indústria de cinema pobre e subdesenvolvida como fora o caso da espanhola, o gênero documentário foi muito mais exibido do que o argumento (ficção) por ser muito mais barato. De destacar a importância dos fotógrafos como o pilar central do desenvolvimento destes gêneros pois
dependiam da destreza para captar fotograficamente a beleza dos lugares, tratamento de luz, etc..
De destacar também o realizador aragonês Chomón e a sua capacidade para a realização de películas fantásticas a partir de todo o tipo de ferramentas ópticas caseiras, muitas delas feitas por si próprio.
Nos anos 1920 destaca-se a importância da transcrição para o cinema de novela como por exemplo La Casa de la Troya (1924).
No período fronteiriço entre o cinema mudo e o cinema sonoro é Florian Rey que, com La Aldea Maldita (1930) destaca a importância do drama no cinema espanhol.
As películas de consumo deixam de ser cinema de gênero para serem denominadas de subgênero. Os novos gêneros que vão surgir nos
anos 1960 são o western, o terror a ação, a intriga e o crime, o melodrama e a comédia.
Fevereiro de 1963: publicam-se as normas de censura cinematográfica. Desde o Franquismo que a luta de alguns diretores e produtores se eleva no sentido de organizar legalmente o que pode ou não ser censurado no cinema espanhol.
Agosto de 1964: Carta Magna del cine español: conjunto de normas pensadas para oferecer maior proteção às novas películas.
Se anteriormente se pode situar fenômenos como a comédia, a denominada terceira via nasce para dar destaque ao cinema metafórico, político e underground. No entanto o terror e a comédia são os géneros mais frutíferos os quais são impulsionados por pequenas produtoras que os lançam no limite da legalidade e a baixo custo. Por último é importante destacar o subgénero de delito, que trata filmes sobre as aventuras dos criminosos de bairro e de pessoas de baixo estrato social criando uma interessante representação dos mais desfavorecidos numa época em que existiam outras prioridades sociopolíticas.

## Instituições de cinema
- Academia de las Artes y las Ciencias Cinematográficas de España[1]
- EGEDA (Entidad de Gestión de Derechos Audiovisuales)[2]
- Círculo de Escritores Cinematográficos[3]
- Academia del Cine Catalán[4]
- Academia Galega do Audiovisual[5]
- EAVF (Empresas Audiovisuales Valencianas Federadas)[6]

### Prémios nacionais e internacionais
- Prémios Goya[7]
- Prémio Cinematográfico José María Forqué[7]
- Medalhas CEC (Prémio Círculo de Escritores Cinematográficos)[7]
- Prémios Gaudí[7]
- Prémios Turia[7]
- Prémios Mestre Mateo[7]
- Prémios Berlanga[7]
- Premios Fotogramas de Plata[7]
- Prémios Unión de Actores[7]
- Prémios ACE[7]
- Prémio Zinemira[7]
- Prémio ACIB[7]
- Medalla de Oro[7]
- Prémio González Sinde[7]
- Prémio Muñoz Suay[7]
- Prémio Segundo de Chomón[7]

São também importantes prêmios concedidos pelos festivais de cinema internacionais relevantes em Espanha o Festival Internacional de Cinema de San Sebastian e o International Film Festival de Valladolid.

## Filmes destacados (a partir da segunda metade do século XX)
| Ano  | Filme                                    | Realizador                          |
| ---- | ---------------------------------------- | ----------------------------------- |
| 1958 | La venganza                              | Juan Antonio Bardem (1922-2002)     |
| 1961 | Plácido                                  | Luis García Berlanga (1921-2010)    |
| 1963 | Los Tarantos                             | Francisco Rovira Beleta (1912-1999) |
| 1967 | El amor brujo                            | Francisco Rovira Beleta (1912-1999) |
| 1970 | Tristana                                 | Luis Buñuel (1900-1983)             |
| 1972 | Mi querida señorita                      | Jaime de Armiñán (1927-)            |
| 1977 | Ese oscuro objeto del deseo              | Luis Buñuel (1900-1983)             |
| 1979 | Mamá cumple cien años                    | Carlos Saura (1932-)                |
| 1980 | El nido                                  | Jaime de Armiñán (1927-)            |
| 1982 | Volver a empezar                         | José Luis Garci (1944-)             |
| 1983 | Carmen                                   | Carlos Saura (1932-)                |
| 1984 | Sesión continua                          | José Luis Garci (1944-)             |
| 1987 | Asignatura aprobada                      | José Luis Garci (1944-)             |
| 1988 | Mujeres al borde de un ataque de nervios | Pedro Almodóvar (1949-)             |
| 1992 | Belle Époque                             | Fernando Trueba (1955-)             |
| 1997 | Secretos del corazón                     | Montxo Armendáriz (1949-)           |
| 1998 | El abuelo                                | José Luis Garci (1944-)             |
| 1999 | Todo sobre mi madre                      | Pedro Almodóvar (1949-)             |
| 2002 | Hable con ella                           | Pedro Almodóvar (1949-)             |
| 2004 | Mar adentro                              | Alejandro Amenábar (1972-)          |
| 2004 | La mala educación                        | Pedro Almodóvar (1949-)             |
| 2006 | Volver                                   | Pedro Almodóvar (1949-)             |